# 北海道道207号昆布停車場ニセコ線

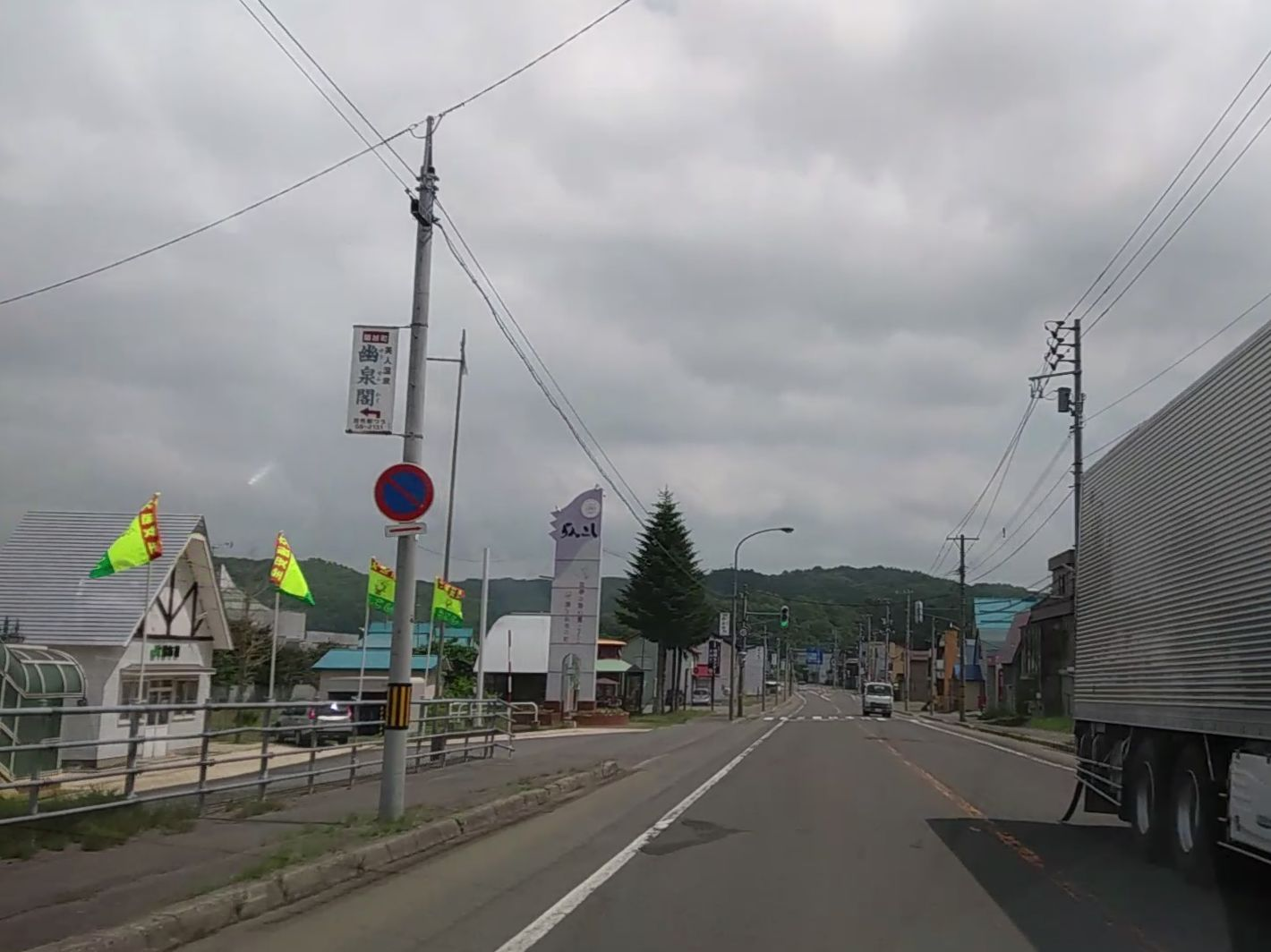
北海道道207号昆布停車場ニセコ線・起点（JR北海道 函館本線 昆布駅前、国道5号と重複）

北海道道207号昆布停車場ニセコ線（ほっかいどうどう207ごう こんぶていしゃじょうニセコせん）は、北海道磯谷郡蘭越町内を結ぶ一般道道（北海道道）である。

## 概要

### 路線データ
- 起点：北海道磯谷郡蘭越町昆布町（JR北海道 函館本線 昆布駅）
- 終点：北海道磯谷郡蘭越町字湯里（北海道道66号岩内洞爺線交点）
- 路線延長：5.9 km（総延長）

## 歴史
- 1954年（昭和29年）3月30日 - 66号として路線認定[1]。
- 1994年（平成6年）10月1日 - 路線番号を207号に変更[2]。

## 路線状況

### 重複区間
- 蘭越町昆布町（国道5号）
- 蘭越町字黄金（北海道道343号蘭越ニセコ倶知安線）

## 地理

### 通過する自治体
- 後志総合振興局
  - 磯谷郡蘭越町

### 交差する道路
蘭越町
- 国道5号 - 昆布町（重複）
- 北海道道343号蘭越ニセコ倶知安線 - 黄金（重複）
- 北海道道66号岩内洞爺線 - 湯里（終点）

北海道道207号昆布停車場ニセコ線・国道5号交点-1（国道5号起点（函館・長万部）側より）
北海道道207号昆布停車場ニセコ線・国道5号交点-2（国道5号終点（札幌・小樽・倶知安）側より）

### 沿線にある施設など
蘭越町
- JR北海道 函館本線 昆布駅 - 昆布町
- 昆布川温泉 - 昆布町
- ニセコ湯の里温泉 - 字湯里
- 湯の里パーキングエリア